# Constantin Tutunaru
Constantin Tutunaru (n. 27 octombrie 1946

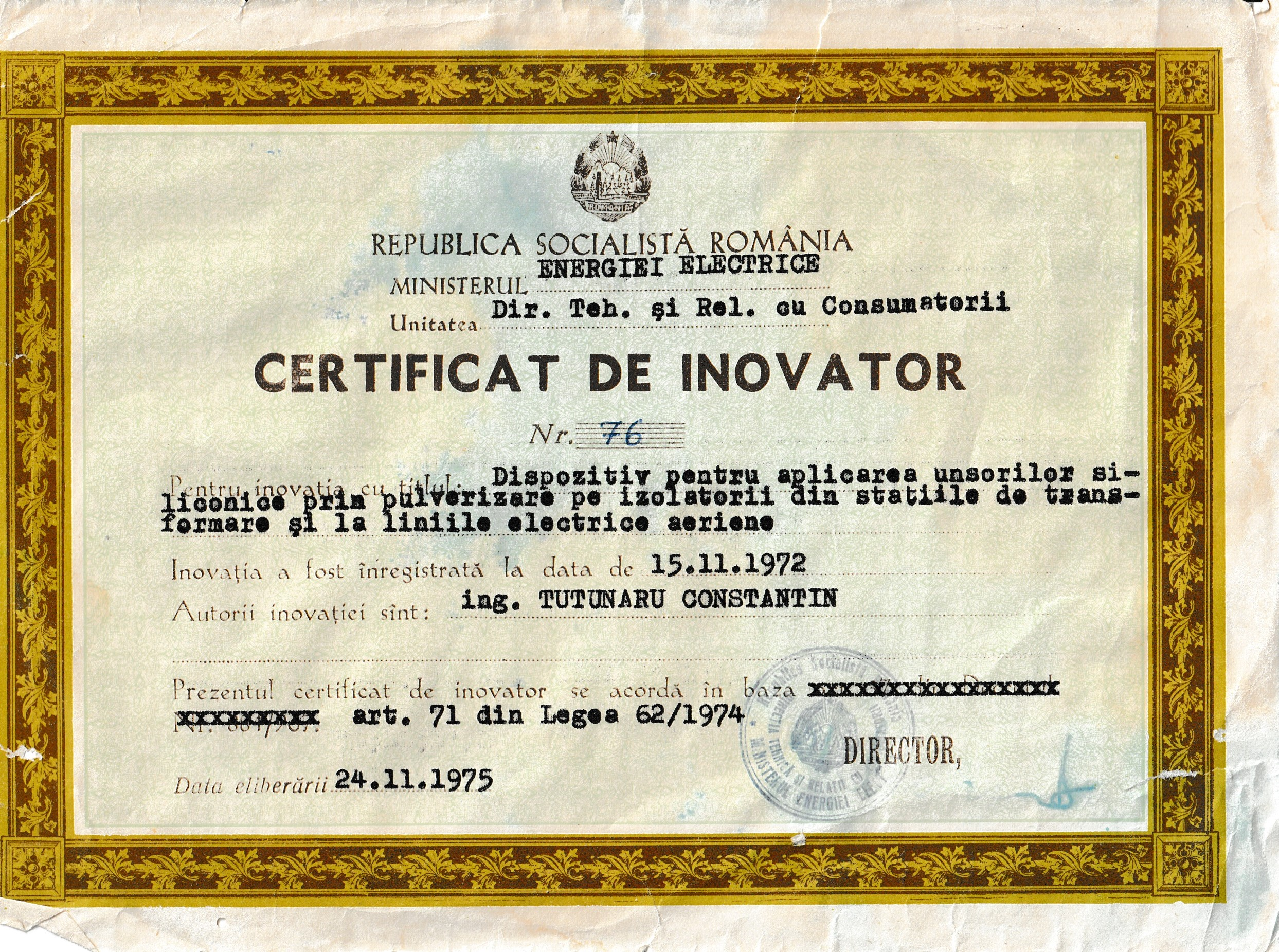
Certificat de inovator acordat pentru inovația cu titlul „Dispozitiv pentru aplicarea unsorilor siliconice prin pulverizare pe izolatorii din stațiile de transformare și la liniile electrice aeriene”, înregistrat la 15.11.1972

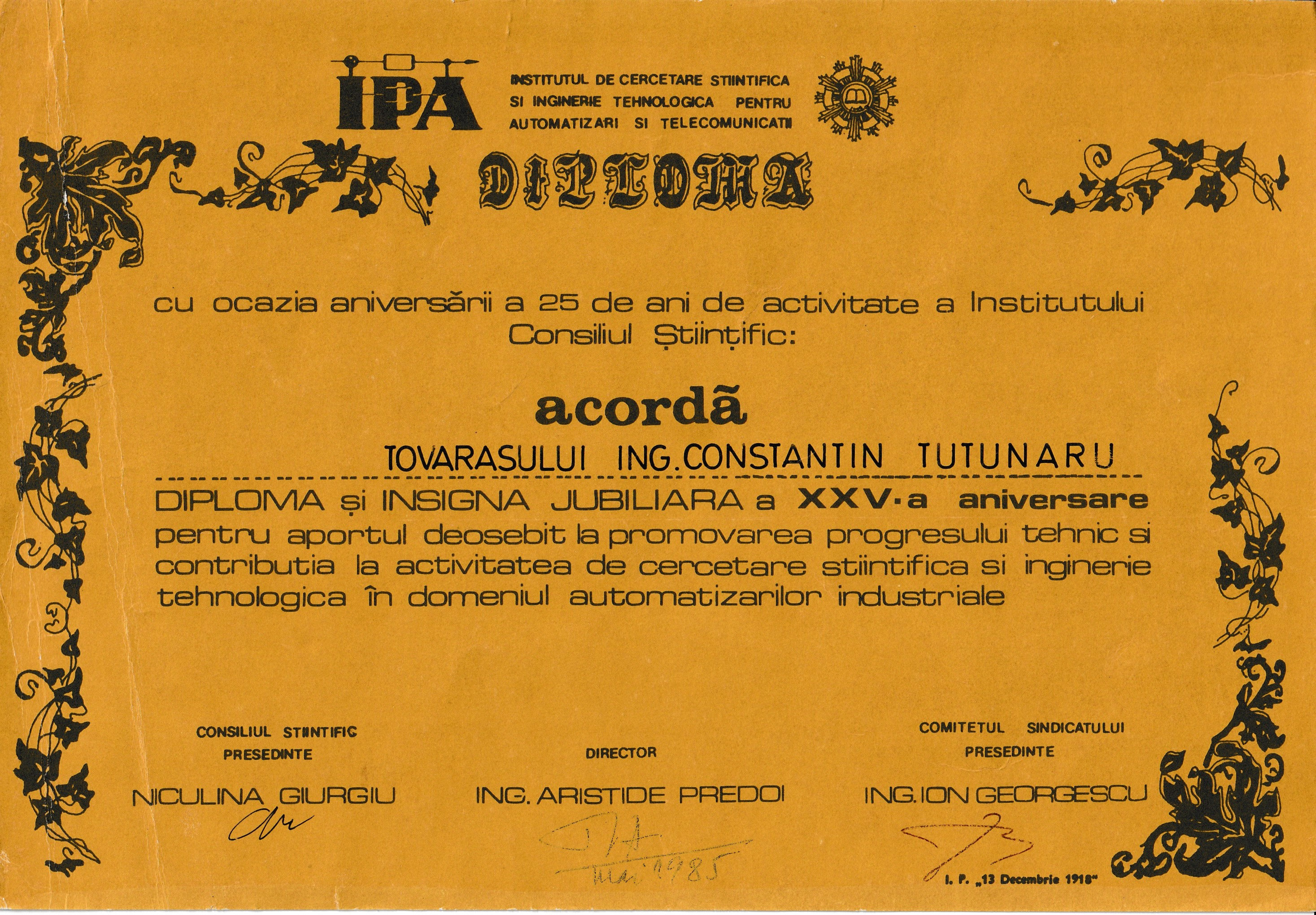
Diplomă acordată de către Institutul de Cercetare Științifică și Inginerie pentru aportul deosebit la promovarea progresului tehnic și contribuția la activitatea de cercetare științifică și inginerie tehnologică în domeniul automatizărilor industriale

, Constanța) este un politician român, fost primar al sectorului 3 în perioada februarie 1992 - iunie 1996 din partea PNȚ-CD. A fost primul primar al sectorului 3 ales prin alegeri locale libere după 1989.

## Vezi și
- Lista primarilor sectoarelor bucureștene aleși după 1989

## Legături externe
- O garsonieră pentru Tutunaru și Preduț - miscareaderezistenta.ro
- Promoția 1964 a Liceului „Mircea cel Bătrân” a strigat, ieri, catalogul - ziuaconstanta.ro